# Barduelva
Die Barduelva (nordsamisch: Álddesjohka) ist ein Fluss in der Provinz Troms in Nord-Norwegen. Sie bildet den Abfluss des Stausees Altevatnet und mündet schließlich in den Fluss Målselva.

## Wasserkraftnutzung
Der Fluss stellt die größte Quelle für die Stromgewinnung aus Wasserkraft in der ehemaligen Provinz Troms dar. Es gibt drei Wasserkraftwerke entlang der Barduelva: Innset, Straumsmo und Bardufoss. Zusammen erzeugen sie eine Jahresleistung von 1.235 GWh.

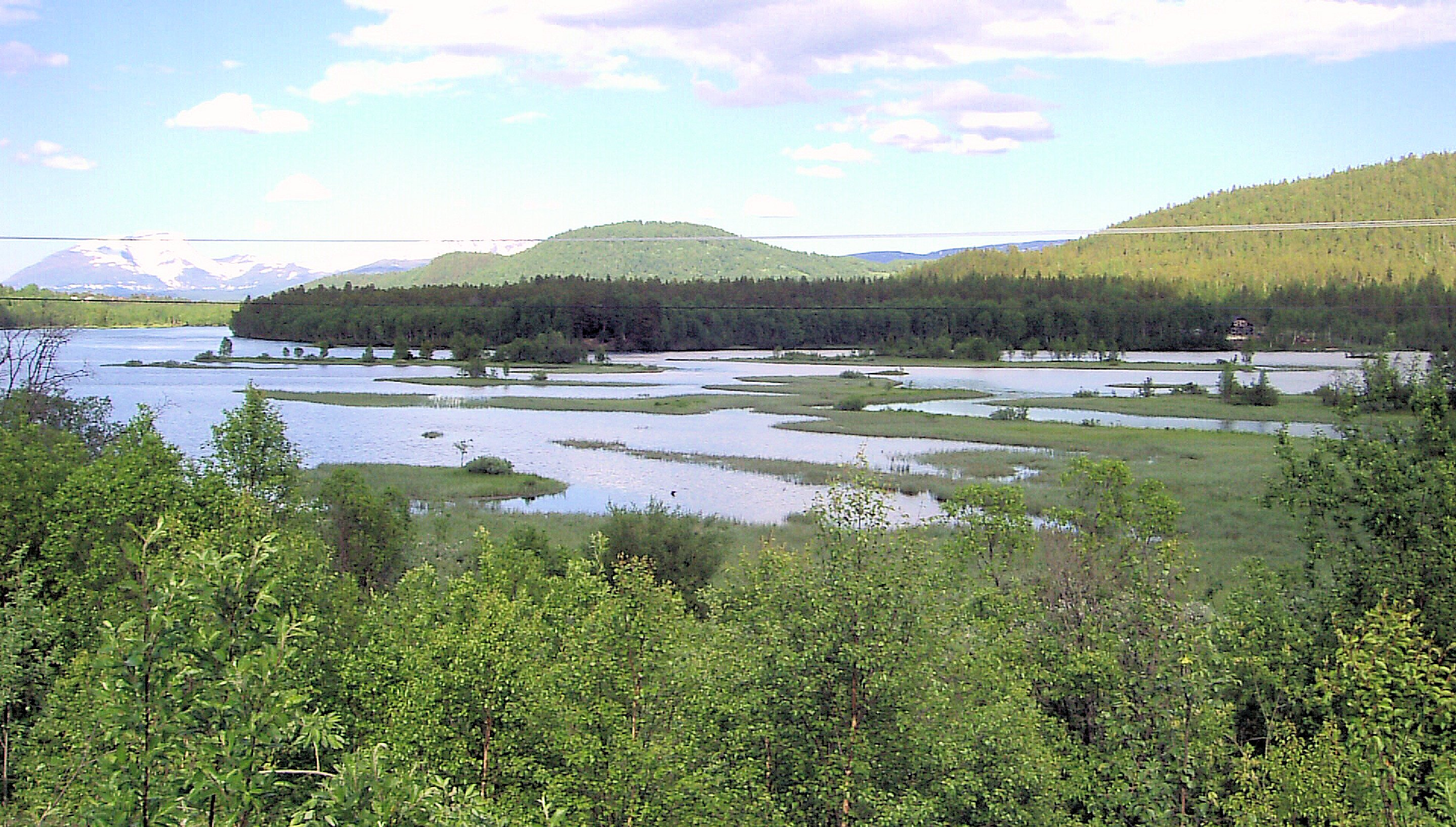
Barduelva bei Setermoen

| Name                | Fertig- stellung | Leistung in MW | Jahres- leistung in GWh | Fallhöhe in m | Anzahl Turbinen | Stausee     | Betreiber              |
| ------------------- | ---------------- | -------------- | ----------------------- | ------------- | --------------- | ----------- | ---------------------- |
| Innset kraftverk    | 1960             | 91             | 460                     | 185           | 2               | Altevatnet  | Statkraft              |
| Straumsmo kraftverk | 1966             | 136            | 678                     | 229           | 2               | Veslevatnet | Statkraft u. a.        |
| Bardufoss kraftverk | 1952             | 44             | 215                     | 50            | 2               |             | Troms Kraft produksjon |